# General der Flakwaffe
Der General der Flakwaffe war eine Dienststelle innerhalb der deutschen Luftwaffe.
Diese wurde September 1941 durch die Umbenennung der Inspektion der Flakartillerie gebildet. Sie war im Oberkommando der Luftwaffe (OKL) angesiedelt. Am 28. März 1945 erfolgte die Umbenennung in Kommandierender General der Flakausbildung.
In dieser Dienststellung waren die Generale der Flakartillerie:
- Walther von Axthelm 12. Januar 1942 bis zur Umbenennung
- Wolfgang Pickert Einarbeitung vom 20. März 1945 an bis zur Umbenennung